# Exoprosopa obscurinotata
Exoprosopa obscurinotata är en tvåvingeart som beskrevs av Hesse 1956. Exoprosopa obscurinotata ingår i släktet Exoprosopa och familjen svävflugor. Inga underarter finns listade i Catalogue of Life.